# State Bank of India

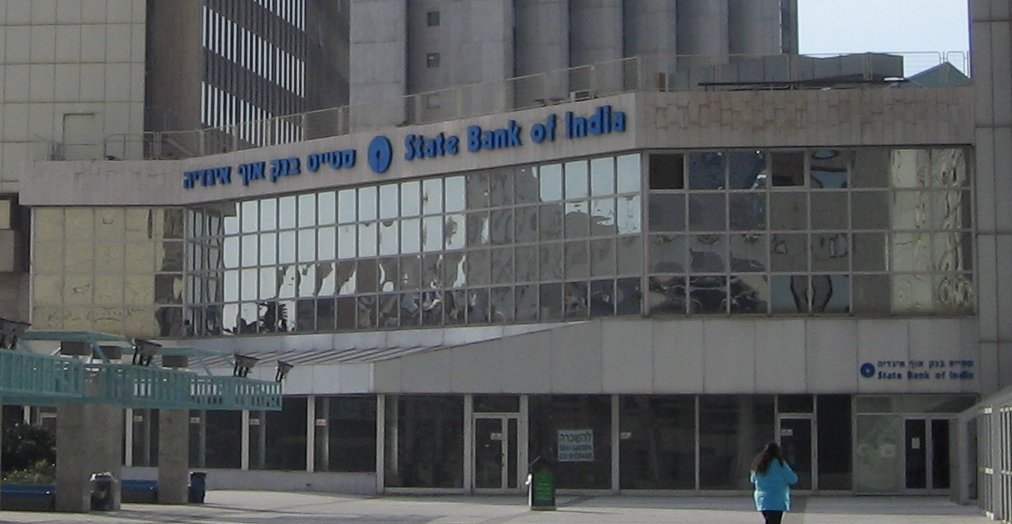
State Bank of India in Israel

Die State Bank of India (SBI) ist mit 100 Millionen Kunden und fast 10.000 Filialen (Stand 2008) die größte Bank in Indien. Sie ist im Aktienindex BSE Sensex gelistet.

## Geschichte

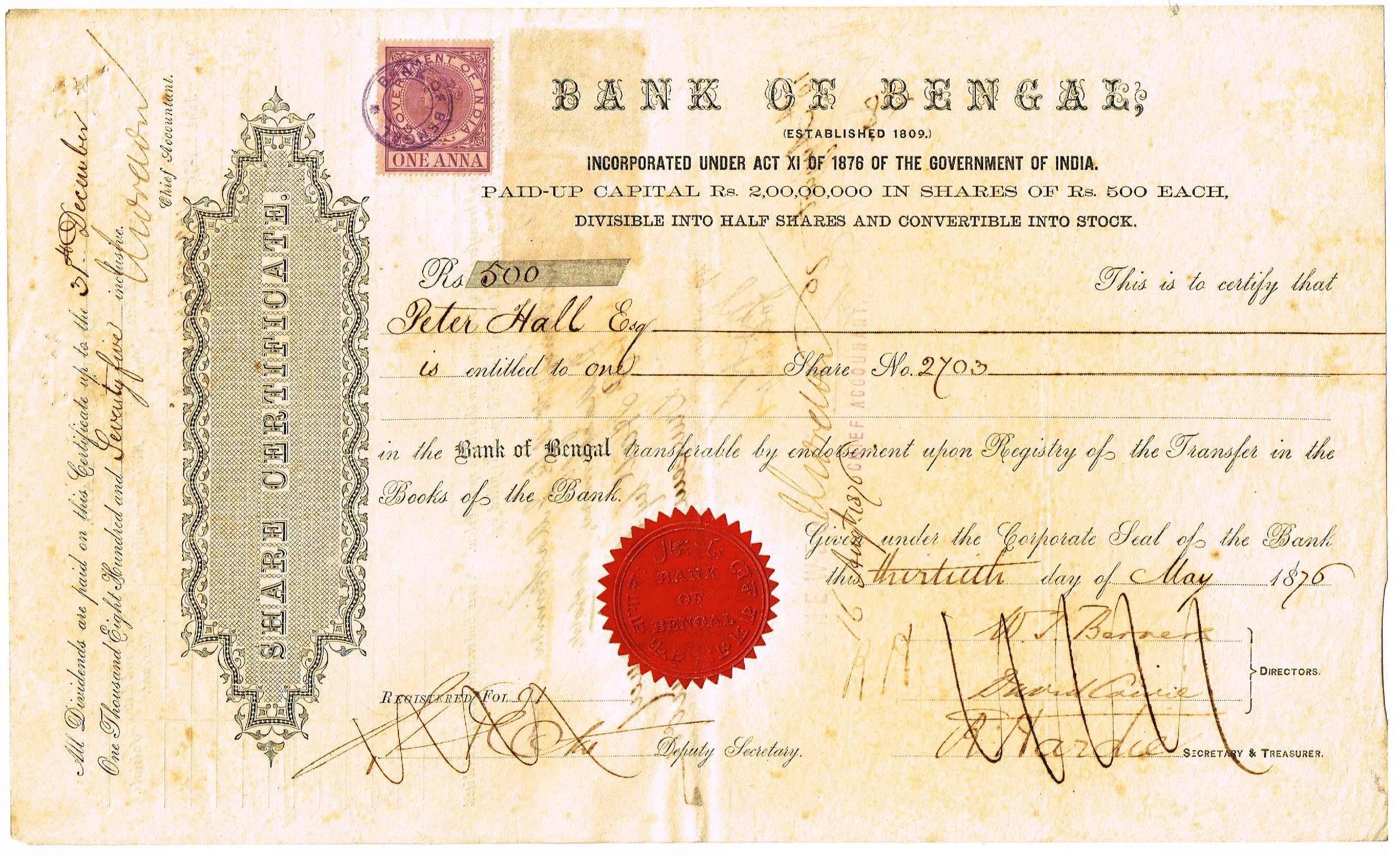
Aktie der Vorgängerfirma Bank of Bengal von 1876

1806 wurde die Bank of Calcutta gegründet und später in Bank of Bengal umbenannt. Diese fusionierte 1921 mit der Bank of Madras und der Bank of Bombay zur Imperial Bank of India. Die Bank wurde 1955 verstaatlicht, indem die Reserve Bank of India 60 Prozent der Anteile übernahm, und in die State Bank of India umgewandelt.

## Assoziierte Banken
Bis 2017 gab es neben der SBI sechs weitere assoziierte Banken, die zur SBI gehörten. Sie alle nutzten „State Bank of“ in ihrem Firmennamen und fügen diesem den regionalen Firmensitz im Firmennamen bei. Diese sieben assoziierten Banken gehörten ursprünglich zu indischen Fürstenstaaten und wurden 1959 nationalisiert. All diese sieben Banken nutzten das gleiche Firmenlogo eines blauen Schlüssellochs. Sie wurden bis 2017 in die SBI fusioniert.
- State Bank of Bikaner & Jaipur
- State Bank of Hyderabad
- State Bank of Indore
- State Bank of Mysore
- State Bank of Patiala
- State Bank of Travancore